# Hilfebedarf von Menschen mit Behinderung
Das Verfahren Hilfebedarf von Menschen mit Behinderung (HMB) nach Metzler – verkürzt auch Metzler-Verfahren – ist ein Bedarfserhebungsverfahren aus dem Bereich der Behindertenhilfe.
Das Metzler-Verfahren wird in acht Ländern der Bundesrepublik Deutschland zur Abrechnung mit den Kostenträgern angewendet und besitzt damit die größte Anerkennung unter den Bedarfserhebungsverfahren für die Arbeit mit Menschen mit Behinderungen.

## Entstehung
Nachdem Ende der 1990er Jahre verschiedene Qualitätsmanagement- und Bedarfserhebungsverfahren wie „System der Leistungsbeschreibung, Qualitätsbeschreibung, Qualitätsprüfung und Entgeltberechnung“, „Gestaltung der Betreuung von Menschen mit Behinderung (GBM)“ oder „Lebensqualität in Wohnstätten für erwachsene Menschen mit geistiger Behinderung (LEWO)“ von den Fachverbänden der Behindertenhilfe entwickelt worden waren, beauftragte 1997 im Zuge der Reform des Bundessozialhilfegesetzes (BSHG)
- der Verband für anthroposophische Heilpädagogik, Sozialtherapie und soziale Arbeit,
- der Verband evangelischer Einrichtungen für Menschen mit geistiger und seelischer Behinderung,
- der Verband katholischer Einrichtungen und Dienste für lern- und geistigbehinderte Menschen und
- der Bundesvereinigung Lebenshilfe für Menschen mit geistiger Behinderung

die Universität Tübingen mit der Erstellung eines Gutachtens, auf Grundlage ihrer Verfahren, um ein Modell zu entwickeln, dass den gesetzlichen Forderungen entspricht.
Als Ergebnis des Gutachtens entstand „Ein Modell zur Bildung von 'Gruppen von Hilfeempfängern mit vergleichbarem Hilfebedarf' gemäß § 93a BSHG“, das von Heidrun Metzler von der Forschungsstelle „Lebenswelten behinderter Menschen“ erstellt wurde und zur Entwicklung des „Metzler-Verfahrens“ zur Ermittlung des individuellen Hilfebedarfes führte.
„Hilfebedarf von Menschen mit Behinderung (HMB)“ liegt in den Versionen HMB-W für den Wohnbereich und HMB-T für den Bereich der Tagesstruktur (Tagesstätten und Werkstätten für Menschen mit Behinderung) vor.

## Ziel
Im Zuge eines weiteren Reformschritts des BSHG hin zum Sozialgesetzbuch (SGB), waren die Fachverbände aufgefordert „...mit den Vereinigungen der Träger der Einrichtungen auf Landesebene gemeinsam und einheitlich Rahmenverträge zu den Leistungs-, Vergütungs- und Prüfungsvereinbarungen nach § 93 Abs. 2 BSHG in der ab 1. Januar 1999 geltenden Fassung ab...[zu schließen.] In den Rahmenverträgen sollen die Merkmale und Besonderheiten der jeweiligen Hilfeart berücksichtigt werden.“
Entsprechend der erhobenen gesetzlichen Forderung zielt das HMB darauf ab, den Hilfebedarf so zu erfassen, dass er Fallgruppen (auch als „Hilfebedarfsgruppe“ oder „Leistungstyp“ bezeichnet) zugeordnet werden kann, auf deren Grundlage die Entgeltabrechnung mit dem Kostenträger stattfindet.
Der Hilfebedarf wird zu diesem Zweck anhand eines Fragebogens erfasst, wobei dieser in sieben Bereiche aufgeteilt ist, die nochmals untergliedert sind in einzelne Items als Aussage über die Fähigkeiten der betreffenden Person:
1. „Alltägliche Lebensführung“ (mit 7 Items)
2. „Individuelle Basisversorgung“ (mit 6 Items)
3. „Gestaltung sozialer Beziehungen“ (mit 3 Items)
4. „Teilnahme am kulturellen und gesellschaftlichen Leben“ (mit 5 Items)
5. „Kommunikation und Orientierung“ (mit 4 Items)
6. „Emotionale und psychische Entwicklung“ (mit 4 Items)
7. „Gesundheitsförderung und -erhaltung“[6] (mit 5 Items).

Die verschiedenen Items werden mit einem „Aktivitätsprofil der Person“, im Sinne „Kann“, „Kann mit Schwierigkeiten“ oder „Kann nicht“ erfasst, sowie in Abstufung von A–D, welcher Hilfebedarf erforderlich ist.
Da die Zuständigkeit der Kostenträger je nach Bundesland in Deutschland unterschiedlich organisiert ist, gibt es verschiedene Rahmenvereinbarungen. In Baden-Württemberg wurde diese beispielsweise mit dem Kommunalverband für Jugend und Soziales (KVJS) geschlossen.

## Anwendung
Um den Hilfebedarf eines Menschen mit Behinderung richtig zu beurteilen, soll seine Lebenssituation und seine Selbsthilfemöglichkeiten klar sein, sodass Ziele der Unterstützung vereinbart werden können. Dies setzt den Einbezug des Betroffenen bzw. seiner Interessenvertreter (Angehörige, gesetzliche Betreuer) voraus. Auch andere Personen, die den betreffenden Mensch mit Behinderung gut kennen, können einbezogen werden, was besonders bei sehr schwer behinderten Menschen empfohlen wird.
In Baden-Württemberg erhält der Kostenträger den ausgefüllten Erhebungsbogen, oder eine Zusammenfassung der Daten, wobei beispielsweise in einem Entwicklungsbericht dargestellt werden soll „welche Art und welche Maßnahmen der Hilfe im Hinblick auf die Problemlage der betroffenen Person und die genannten Zielsetzungen empfohlen werden. Sofern zusätzliche oder andere Hilfemaßnahmen empfohlen werden, sollen diese unter 'Sonstige Maßnahmen' näher beschrieben werden.“

## Hilfeplanung
Da das Metzler-Verfahren sich auf die reine Bedarfserhebung beschränkt, gibt es bezüglich der Hilfeplanung keine eigene Anwendung. Es können „...über das H.M.B. Verfahren keine Ziele festgelegt werden und somit die eigentlich damit verbundenen Leistungen und Maßnahmen nicht ermittelt werden...“ Art, Ausführung und Organisation der Hilfe obliegt daher allein der Fachkompetenz der betreuenden Mitarbeiter einer Institution, auch unter Zuhilfenahme anderer Verfahren.
So kommt dazu in einigen Bundesländern das Verfahren „Individuelle Hilfeplanung“ (IHP) zum Tragen. Selbst die Softwareentwickler des oben genannten GBM-Verfahrens haben eine Schnittstelle zum Metzler-Verfahren vorgesehen, obwohl das GBM-Verfahren selbst eine noch differenziertere Bedarfserhebung beinhaltet.

## Kritik
Obwohl das Bundesministerium für Familie, Senioren, Frauen und Jugend (BMFSFJ) feststellt, dass es sich nur um ein Verfahren zur Erfassung des Hilfebedarfs handelt, wird es im „Ersten Bericht über die Situation der Heime und die Betreuung der Bewohnerinnen und Bewohner“ im Kapitel über Qualitätssicherung in der stationären Behindertenhilfe angeführt. Auch in Fachdiskussionen wird das Verfahren oft in den Zusammenhang mit Qualitätssicherungs-Instrumenten gebracht.
Während eine klare Erfassung des Hilfebedarfs sicher ein Bestandteil eines Qualitätsmanagements ist, kann das Metzler-Verfahren für diesen Zweck jedoch nur ein Instrument von vielen sein; trägt es doch nichts zur Weiterentwicklung der Betreuung bei, weil es weder inhaltliche noch organisatorische Standards festlegt – wobei es selbst diesen Anspruch auch gar nicht erhebt. Allerdings erscheint das Verfahren insgesamt auf den Bedarf des Kostenträgers nach einer verlässlichen, jedoch eher pauschalen als individuellen und differenzierten Abrechnungsgrundlage ausgerichtet.